# İbrahim Üzülmez
Ibrahim Üzülmez (İzmit (Kocaeli), 10 maart 1974) is een Turks voormalig profvoetballer die als laatst uitkwam voor Beşiktaş JK. Tegenwoordig werkt hij als trainer bij Pendikspor. In het verleden had hij onder meer Gaziantepspor, Gençlerbirliği, Elazığspor en Çaykur Rizespor onder zijn hoede.
Üzülmez brak in 1999 door bij Gaziantepspor als linkermiddenvelder. Het seizoen daarop, 00/01 werd hij overgenomen door Beşiktaş. Sinds die tijd speelt hij onafgebroken in het shirt van de zwarte adelaars. Tot aan het seizoen 2008/2009 was hij de aanvoerder. Ook is de linksback niet vies van merkwaardige opmerkingen zoals de vergelijking met Roberto Carlos die hij een paar seizoenen geleden maakte. De Turk zei dat wanneer hij het geluk had ook wel bij Real Madrid had kunnen spelen en dat hij niet veel minder is dan de Braziliaan. Door zijn nogal opvliegende karakter is de speler aan begin van het seizoen 08/09 ook geschorst geweest. Tijdens een trainingskamp kreeg de linksback op de stok met reserveaanvoerder Ibrahim Toraman wat uitliep in een handgemeen. Na dit incident werd hij enkele weken teruggezet naar de reserves.

## Internationale carrière
Üzülmez speelde ook voor het Turkse elftal. Zijn debuut maakte hij tijdens de Conferadations Cup in 2003 kon hij niet uitgroeien tot een vaste waarde. De Turk speelde in totaal 38 interlands.
1 Rüştü ·
2 Sonkaya ·
3 Korkmaz  ·
4 Akyel ·
5 Özalan ·
6 Penbe ·
7 Balcı ·
8 Arslan ·
9 Şanlı ·
10 Baştürk ·
11 Nihat ·
12 Çatkıç ·
13 Yıldırım ·
14 Barış ·
15 Üzülmez ·
16 Yılmaz ·
17 Servet ·
18 Kartal ·
19 Ateş ·
20 Şahin ·
21 Toraman ·
22 Karadeniz ·
23 Şahin ·
Coach: Güneş